# Protus ornatus
Protus ornatus is een hooiwagen uit de familie Cosmetidae.